# 庫米爾庫查湖
19°47′S 65°39′W / 19.783°S 65.650°W
庫米爾庫查湖（Q'umir Qucha），是玻利維亞的湖泊，位於該國南部波托西省，處於波托西東南面，在安第斯山脈中波托西山脈地區，長0.24公里、寬0.17公里。